# Музей Олімпійської слави (Ташкент)
Музей Олімпійської слави — державний музей у столиці Узбекистану місті Ташкенті, присвячений олімпійському руху в країні та яскравим досягненням узбецьких спортсменів.
Музейний заклад розташований за адресою:
пр. Рашидова, буд. 4а, м. Ташкент (Узбекистан).

## Створення і призначення закладу
Музей Олімпійської слави був створений Постановою Кабінету Міністрів Республіки Узбекистан № 284 від 14 серпня 1996 року. У його урочистому відкритті 1 вересня 1996 брали участь Президент Республіки Узбекистан Іслам Карімов та Президент Міжнародного Олімпійського Комітету Хуан Антоніо Самаранч. 
Основною метою діяльності музейного закладу є розробка планування та організація виставкових заходів, що представляють вищі досягнення узбецьких спортсменів в Олімпійських іграх та на інших міжнародних змаганнях.

## Експозиція
Загальна площа музею становить 2 121 м², в тому числі площа експозиційних залів — 1 073 м². Кількість експонатів основного фонду — 2 088, із них 1 005 перебуває у постійній експозиції. 
На почесній експозиції виставлені подаровані музею Президентом Республіки Узбекистан Ісламом Карімовим нагороди, вручені йому за видатний внесок у міжнародний олімпійський рух, розвиток спорту — Золотий орден Міжнародного Олімпійського Комітету, Золотий орден Асоціації національних олімпійських комітетів, Золотий орден Азійської Олімпійської Ради, Золоте намисто Міжнародної федерації боротьби, Золотий орден Міжнародної федерації курашу, а також кубки та сувеніри. 
У музеї експонується велика кількість раритетних медалей, кубків, пам'ятних монет, знаків, факелів, сувенірів, поштових марок, художніх полотен, спортивного інвентарю та одягу, друкованої продукції, пов'язаних з історією Олімпійських та Азійських ігор, Чемпіонатів світу, континенту, престижних міжнародних змагань. 

## Джерело-посилання
- Музей Олімпійської слави [Архівовано 13 січня 2010 у Wayback Machine.] на www.orexca.com («Орієнтал експрес Центральна Азія», вебресурс, присвячений мандрівкам та туризму до Центральної Азії) [Архівовано 7 січня 2010 у Wayback Machine.] (англ.) (рос.)